# Julie Coin
Julie Coin (* 2. Dezember 1982 in Amiens) ist eine ehemalige französische Tennisspielerin.

## Karriere
Coin gehörte als Jugendliche in allen Altersklassen jeweils zu den zehn besten Spielerinnen ihres Landes. 1999 bestritt sie in Frankreich ihr erstes Turnier auf dem ITF Women’s Circuit. 2001 gewann sie in Amiens ihren ersten Doppeltitel.
Zum Studieren ging sie in die Vereinigten Staaten, wo sie im College Tennis für das Tennisteam der Clemson University eingesetzt wurde. Weitere Erfolge ließen nicht lange auf sich warten. Im Juni 2005 erreichte sie das Halbfinale des $10.000-Turniers in Alkmaar und vier Wochen später gewann sie als Qualifikantin beim Turnier von Les Contamines ihren ersten Einzeltitel.
2006 spielte sie ihre erste komplette Profisaison. Zwar blieb sie ohne Titel, sie erreichte aber im Doppel erstmals das Hauptfeld der French Open. Im Jahr darauf stand sie in den Top 200 der WTA-Weltrangliste.
Im August 2008 erreichte sie bei den US Open über die Qualifikation erstmals das Hauptfeld eines Grand-Slam-Turniers im Einzel. Sie schaltete dort in Runde zwei die Weltranglistenerste Ana Ivanović aus, ehe sie ihrer Landsfrau Amélie Mauresmo, mit der sie als Kind im selben Tennisclub spielte, unterlag.
Zwischen Februar 2010 und Februar 2011 spielte sie drei Partien (ein Sieg) für die französische Fed-Cup-Mannschaft.
Ihre besten Weltranglistenpositionen erreichte sie 2009 mit Platz 60 im Einzel und 2010 mit Platz 49 im Doppel. Am 11. November 2015 erklärte sie nach ihrem Ausscheiden beim Challenger-Turnier in Limoges ihre Karriere für beendet.
2016 wurde sie Trainerin der US-amerikanischen Tennisspielerin Madison Brengle.

## Turniersiege

### Einzel
| Nr. | Datum              | Turnier          | Kategorie    | Belag             | Finalgegnerin             | Ergebnis         |
| --- | ------------------ | ---------------- | ------------ | ----------------- | ------------------------- | ---------------- |
| 1   | 24. Juli 2005      | Les Contamines   | ITF $25.000  | Hartplatz         | Dominika Nociarová        | 6:75, 6:2, 6:4   |
| 2   | 14. August 2005    | Hampstead        | ITF $10.000  | Hartplatz         | Claire Peterzan           | 6:4, 1:6, 6:3    |
| 3   | 17. März 2007      | Mérida           | ITF $10.000  | Hartplatz (Halle) | Maria-Vanina Garcia-Sokol | 7:5, 6:4         |
| 4   | 3. Februar 2008    | Belfort          | ITF $25.000  | Teppich (Halle)   | Virginie Pichet           | 6:0, 6:3         |
| 5   | 12. Oktober 2008   | Joué-lès-Tours   | ITF $50.000  | Hartplatz (Halle) | Stéphanie Foretz          | 7:67, 7:63       |
| 6   | 1. März 2009       | Clearwater       | ITF $50.000  | Hartplatz         | Yanina Wickmayer          | 3:6, 1:1 Aufgabe |
| 7   | 11. Oktober 2009   | Tokyo            | ITF $100.000 | Hartplatz         | Olha Sawtschuk            | 7:66, 4:6, 7:66  |
| 8   | 29. September 2013 | Clermont-Ferrand | ITF $25.000  | Hartplatz (Halle) | Doroteja Erić             | 3:6, 6:1, 6:4    |
| 9   | 26. Oktober 2014   | Saguenay         | ITF $50.000  | Hartplatz (Halle) | Jovana Jakšić             | 7:5, 6:3         |
| 10  | 18. April 2015     | Ponta Delgada    | ITF $10.000  | Hartplatz         | Georgina García Pérez     | 6:0, 6:1         |

### Doppel
| Nr. | Datum              | Turnier                 | Kategorie    | Belag             | Partnerin              | Finalgegnerinnen                               | Ergebnis          |
| --- | ------------------ | ----------------------- | ------------ | ----------------- | ---------------------- | ---------------------------------------------- | ----------------- |
| 1   | 1. April 2001      | Amiens                  | ITF $10.000  | Sand (Halle)      | Olivia Cappelletti     | Bianca Cremer Jelena Pandžić                   | 7:5, 6:1          |
| 2   | 10. Juli 2005      | Le Touquet              | ITF $10.000  | Sand              | Alice Hall             | Karla Mraz Virginie Pichet                     | 7:5, 7:65         |
| 3   | 28. Januar 2007    | Grenoble                | ITF $10.000  | Hartplatz (Halle) | Sherazad Benamar       | Karolina Kosińska Stephanie Rizzi              | 1:6, 7:5, 6:4     |
| 4   | 23. März 2008      | Teneriffa               | ITF $25.000  | Hartplatz         | Violette Huck          | Mervana Jugić-Salkić Tzipi Obziler             | 6:4, 6:3          |
| 5   | 28. Juni 2008      | Getxo                   | ITF $25.000  | Sand              | Story Tweedie-Yates    | Estrella Cabeza-Candela Sara del Barrio-Aragon | 6:3, 6:1          |
| 6   | 21. September 2008 | Madrid                  | ITF $25.000  | Hartplatz         | Irena Pavlovic         | Yuliya Beygelzimer Anastasia Poltoratskaja     | 6:3, 6:4          |
| 7   | 3. Mai 2009        | Cagnes-sur-Mer          | ITF $100.000 | Sand              | Marie-Ève Pelletier    | Erica Krauth Anna Tatischwili                  | 6:4, 6:3          |
| 8   | 1. November 2009   | Poitiers                | ITF $100.000 | Hartplatz (Halle) | Marie-Ève Pelletier    | Marta Domachowska Michaëlla Krajicek           | 6:3, 3:6, [10:3]  |
| 9   | 16. Juli 2011      | Woking                  | ITF $25.000  | Hartplatz         | Eva Hrdinová           | Emma Laine Melanie South                       | 6:1, 3:6, [10:8]  |
| 10  | 24. Juli 2011      | Les Contamines-Montjoie | ITF $25.000  | Hartplatz         | Eva Hrdinová           | Maria Abramović Nicole Clerico                 | 6:3, 6:2          |
| 11  | 28. August 2011    | Istanbul                | ITF $50.000  | Hartplatz         | Eva Hrdinová           | Sandra Klemenschits Irena Pavlovic             | 6:4, 7:5          |
| 12  | 15. April 2012     | Pelham                  | ITF $25.000  | Sand              | Marie-Ève Pelletier    | Jelena Bowina Jekaterina Bytschkowa            | 7:5, 6:4          |
| 13  | 14. Oktober 2012   | Joué-lès-Tours          | ITF $50.000  | Hartplatz (Halle) | Séverine Beltrame      | Justyna Jegiołka Diāna Marcinkēviča            | 7:5, 6:4          |
| 14  | 16. Juni 2013      | Nottingham              | ITF $50.000  | Rasen             | Stéphanie Foretz Gacon | Julia Glushko Erika Sema                       | 6:2, 6:4          |
| 15  | 13. Oktober 2013   | Joué-lès-Tours          | ITF $50.000  | Hartplatz (Halle) | Ana Vrljić             | Andrea Hlaváčková Michaëlla Krajicek           | 6:3, 4:6, [15:13] |
| 16  | 8. Februar 2015    | Midland                 | ITF $100.000 | Hartplatz (Halle) | Emily Webley-Smith     | Jacqueline Cako Sachia Vickery                 | 4:6, 7:64, [11:9] |

## Abschneiden bei Grand-Slam-Turnieren

### Einzel
| Turnier         | 2006 | 2007 | 2008 | 2009 | 2010 | 2011 | 2012 | 2013 | 2014 | 2015 | Karriere |
| --------------- | ---- | ---- | ---- | ---- | ---- | ---- | ---- | ---- | ---- | ---- | -------- |
| Australian Open | —    | —    | Q1   | 2    | 2    | —    | —    | Q1   | —    | —    | 2        |
| French Open     | Q1   | Q1   | Q2   | 2    | 1    | Q1   | Q1   | Q1   | —    | Q2   | 2        |
| Wimbledon       | —    | —    | Q1   | 1    | 1    | —    | —    | Q2   | —    | Q2   | 1        |
| US Open         | —    | Q2   | 3    | 2    | 1    | —    | Q1   | Q1   | —    | Q1   | 3        |

Zeichenerklärung: S = Turniersieg; F, HF, VF, AF = Einzug ins Finale / Halbfinale / Viertelfinale / Achtelfinale; 1, 2, 3 = Ausscheiden in der 1. / 2. / 3. Hauptrunde; Q1, Q2, Q3 = Ausscheiden in der 1. / 2. / 3. Runde der Qualifikation; n. a. = nicht ausgetragen

### Doppel
| Turnier         | 2006 | 2007 | 2008 | 2009 | 2010 | 2011 | 2012 | 2013 | 2014 | 2015 | Karriere |
| --------------- | ---- | ---- | ---- | ---- | ---- | ---- | ---- | ---- | ---- | ---- | -------- |
| Australian Open | —    | —    | —    | —    | 2    | —    | —    | —    | —    | —    | 2        |
| French Open     | 1    | 1    | 2    | 2    | 1    | 1    | 1    | 2    | AF   | 1    | AF       |
| Wimbledon       | —    | —    | —    | 1    | 1    | —    | —    | —    | —    | —    | 1        |
| US Open         | —    | —    | —    | 2    | 1    | —    | —    | —    | —    | —    | 2        |

### Mixed
| Turnier         | 2009 | 2010 | 2011 | 2012 | 2013 | 2014 | 2015 | Karriere |
| --------------- | ---- | ---- | ---- | ---- | ---- | ---- | ---- | -------- |
| Australian Open | —    | —    | —    | —    | —    | —    | —    | —        |
| French Open     | 1    | AF   | 1    | 1    | 1    | 1    | 1    | AF       |
| Wimbledon       | —    | —    | —    | —    | —    | —    | —    | —        |
| US Open         | —    | —    | —    | —    | —    | —    | —    | —        |